# Slipklänning
| Slipklänningar |  | Slipklänningar |
| Slipklänningar |  |                |

Slipklänning, ärmlös klänning med smala axelband, ofta tillverkad i något tunt silkigt material. Namnet kommer av att man bara "glider i" (eng. slip in) klänningen. 